# Frank Fernández
Frank Fernández, engenheiro mecânico, é autor cubano e anarquista, membro do Movimiento Libertario Cubano en el Exilio e editor do periódico Guángara Libertaria.
É autor de livros que falam do movimento anarquista cubano como o "El anarquismo en Cuba", escrito originalmente em espanhol e traduzido o ingles no qual critica as ditaduras de Fulgencio Batista e Fidel Castro.